# Polia rogenhoferi
Polia rogenhoferi là một loài bướm đêm trong họ Noctuidae.